# Huxley (rivière)
Pour les articles homonymes, voir Huxley.

La rivière Huxley  (en anglais : Huxley River) est un cours d’eau de l’Île du Sud de la Nouvelle-Zélande.

## Géographie
Elle alimente la rivière Hopkins, qui à son tour se jette le lac Ohau.

## Liens Externes
- Department of Conservation - Mackenzie Basin tramping tracks

- New Zealand Gazetteer